# Hemileius major
Hemileius major är en kvalsterart som först beskrevs av Sandór Mahunka 1985.  Hemileius major ingår i släktet Hemileius och familjen Hemileiidae. Inga underarter finns listade i Catalogue of Life.